# تشاد ألان
تشاد ألان هو كاتب أغاني كندي، ولد في 29 مارس 1943 في وينيبيغ في كندا.

## وصلات خارجية
- تشاد ألان على موقع IMDb (الإنجليزية)
- تشاد ألان على موقع ميوزك برينز (الإنجليزية)
- تشاد ألان على موقع ميوزك برينز (الإنجليزية)
- تشاد ألان على موقع أول ميوزيك (الإنجليزية)
- تشاد ألان على موقع ديسكوغز (الإنجليزية)